# 良かれと思って!
『良かれと思って!』（よかれとおもって）は、フジテレビ系列（テレビ大分を除く）で2017年4月19日から2018年3月28日まで毎週水曜日 22:00 - 22:54（JST）に放送されていたトークバラエティ番組である。
開始前、2017年1月6日未明（5日深夜）に放送された特別番組『良かれと思って言わせていただきます!』（よかれとおもっていわせていただきます!）をレギュラー化したもの。

## 概要
当番組は、スタジオに来る様々なゲストの方に、いろいろな人からの「愛のあるダメ出し」、「愛のある文句」、「愛のある説教」、「愛のある改善点」などを、甘んじて受け入れてもらおうという、愛に満ちあふれた“おせっかいバラエティー”である。
メイプル超合金のカズレーザーは、当番組が自身初のゴールデンタイム・プライムタイムの番組でのMCとなる。
2018年3月28日をもって番組は終了、後番組には特番で好評を博した『梅沢富美男のズバッと聞きます!』がレギュラー化、4月18日より放送。
MCの4人は、レギュラー放送開始前までは裏番組の「水曜日のダウンタウン」に頻繁に出演していた。本番組の終了後は再び「水ダウ」にゲストとして復帰している。

## 出演者
MC
- バカリズム
- 劇団ひとり
- 澤部佑（ハライチ）
- カズレーザー（メイプル超合金）

アシスタント
- 布川桃花

ゲスト
「放送リスト」を参照。

## 放送リスト

### パイロット版
| 回 | 放送日        | ゲスト（出演者）                 | 備考                 |
| -- | ------------- | -------------------------------- | -------------------- |
| 0  | 2017年 1月6日 | 筧美和子、デヴィ夫人、松木安太郎 | ※0:25 - 1:25（60分） |

### レギュラー版
| 1  | 4月19日  | アンミカ、梅沢富美男、小倉優子                                                                                      | 30分拡大（22:00 - 23:24） |
| 2  | 4月26日  | 紅蘭、夏木マリ、Matt                                                                                                |                           |
| 3  | 5月3日   | RIKACO、西村知美、中村愛                                                                                            |                           |
| 4  | 5月10日  | 哀川翔、杉本彩、福地桃子、道端アンジェリカ                                                                          |                           |
| 5  | 5月17日  | ANZEN漫才、紫吹淳、武田修宏                                                                                         |                           |
| 6  | 5月24日  | 田中律子、早見優、松本伊代、吉川ひなの                                                                              |                           |
| 7  | 5月31日  | 秋山竜次（ロバート）、かたせ梨乃、りゅうちぇる                                                                      |                           |
| 8  | 6月7日   | IKKO、鈴木奈々、東国原英夫、矢口真里                                                                                |                           |
| 9  | 6月14日  | あびる優、石黒彩、加藤夏希、熊田曜子、鈴木亜美、住谷杏奈、夏川純                                                    |                           |
| 10 | 6月21日  | 田原俊彦 |                           |
| 11 | 6月28日  | 有村藍里、稲村亜美、上西小百合、蛭子能収、大倉士門、テリー伊藤                                                      |                           |
| 12 | 7月12日  | アキラ100%、石田純一、亀田興毅、神田うの、菊地亜美、熊切あさ美、NON STYLE、美川憲一、矢口真里                       | 2時間SP（21:00 - 22:48）  |
| 13 | 7月26日  | 天木じゅん、神田うの、JOY、前園真聖、美川憲一、misono                                                               |                           |
| 14 | 8月9日   | アンミカ、KABA.ちゃん、神田愛花、柴田英嗣（アンタッチャブル）、出川哲朗、葉加瀬マイ                                 |                           |
| 15 | 8月16日  | 川崎希、野村佑香、森下悠里                                                                                          |                           |
| 16 | 8月23日  | 諸星和己、原田龍二、野沢直子、石田純一                                                                              |                           |
| 17 | 8月30日  | 堤下敦（インパルス）、ピーター、カイヤ、岡井千聖、ALEXANDER                                                         |                           |
| 18 | 9月6日   | 長嶋一茂、福田明日香、武井壮、8.6秒バズーカー、窪田美沙、永島優美（フジテレビアナウンサー）                         |                           |
| 19 | 9月13日  | 大久保佳代子（オアシズ）、角川慶子、布川敏和、マルシア、矢口真里、渡辺裕太                                          |                           |
| 20 | 9月20日  | 小森純、サンシャイン池崎、遠野なぎこ、橋本マナミ、板東英二、森咲智美                                                |                           |
| 21 | 9月27日  | （総集編） |                           |
| 22 | 10月4日  | 麻木久仁子、上西小百合、カイヤ、片岡鶴太郎、須田亜香里（SKE48）、田中律子、ダレノガレ明美、長谷川まさ子、福田明日香 | 2時間SP（21:00 - 22:54）  |
| 23 | 10月18日 | 池田美優、いしだ壱成、IMALU、加賀まりこ、紅蘭、児嶋一哉（アンジャッシュ）                                           |                           |
| 24 | 10月25日 | 東ちづる、勝俣州和、品川祐（品川庄司）、須藤凜々花、長谷川まさ子、はるな愛                                          |                           |
| 25 | 11月1日  | 小原優花、片岡安祐美、斉藤アリス、新山千春、東尾理子、宮本エリアナ                                                  |                           |
| 26 | 11月8日  | おばたのお兄さん、加藤一二三、河中あい、坂下千里子、三船美佳                                                        |                           |
| 27 | 11月15日 | 有村藍里、大宮エリー、杉原杏璃、誠子（尼神インター）、丸山桂里奈                                                    |                           |
| 28 | 11月22日 | あらぽん（ANZEN漫才）、有村昆、金田朋子、小森純、長州力、丸岡いずみ、森渉                                           |                           |
| 29 | 11月29日 | 井手らっきょ、せんだみつお、辰巳琢郎、ツートン青木、布川敏和、Mr.マリック                                           |                           |

| 30 | 1月17日 | 愛川ゆず季、天木じゅん、あやまん監督（あやまんJAPAN）、池田裕子、上西小百合、うさまりあ、内田眞由美、 大桃美代子、門脇佳奈子、金田朋子、希田けいこ、小島みゆ、KONAN、小森純、紺野栞、紺野ぶるま、斉藤アリス、 坂本美穂、さとう珠緒、澤山璃奈、塩地美澄、住谷杏奈、橘亜実、立花亜野芽、知念芽衣、津吹みゆ、手島優、 中牟田あかり、中山エミリ、西上まなみ、野村美由希、葉加瀬マイ、林家つる子、原田奈津美、フィフィ、古瀬絵理、 星乃みづき、堀友理子、本日は晴天なり、真麻、三秋里歩、未唯mie、美馬怜子、柳瀬早紀、矢部美穂、八幡カオル、ゆーびーむ☆、 ロリィタ族。、渡部絵美、和地つかさ | 2時間SP（21:00 - 22:48）  |
| 31 | 1月24日 | おおたにまいこ、佐野圭亮、DJ KAORI、松田裕美 |                           |
| 32 | 1月31日 | 熊切あさ美、近藤くみこ（ニッチェ）、篠原ともえ、松本弥生、Lina（MAX） |                           |
| 33 | 2月7日  | アユチャンネル、小川えり、神王リョウ、くりおね上田、白井孝依、高嶋りえ子、渚光、服部由奈、福田萌子、 松岡みやび、三崎優太、優希刃、私と社長。 |                           |
| 34 | 2月14日 | あしべ、田島直弥（アイデンティティ）、アモーレ橋本、矢野正樹（ガリベンズ）、古賀シュウ、桜井ちひろ、沙羅、Gたかし、 ジーニー堤、ダブルネーム、チャッピー、山口治樹（デルピエロ）、ホリ、まちゅ、みかん、みはる（コロンブス）、むらせ、メルヘン須長、 山本高広、ゆうぞう |                           |
| 35 | 2月21日 | 阿諏訪泰義（うしろシティ）、内山信二、大東めぐみ、菊田あや子、クック井上。、里井真由美、鈴木あきえ、タージン、竹島久美子、 谷亜沙子、彦摩呂、フォーリンデブはっしー、ヨネスケ、渡辺裕太 |                           |
| 36 | 2月28日 | 青木美沙子、池田美優、大川藍、加藤夏希、楠ろあ、越川真美、紗蘭、鈴木奈々、花乃まみ、堀田茜、マリア友、まろか、向山志穂、 ゆきぽよ、吉田夏海 |                           |
| 37 | 3月7日  | IVAN、小椋ケンイチ、鈴木ゆま、たけうち亜美、肉乃小路ニクヨ、はるな愛、ピカ子、ブルボンヌ、ぺえ、ベル、MEI、 ミッツ・マングローブ、ゆしん |                           |
| 38 | 3月28日 | アントニオ小猪木、梅小鉢、おばたのお兄さん、きくりん、小出真保、コージー冨田、古賀シュウ、さちまる。、Gたかし、ジャガーズ、 じゅんいちダビッドソン、田島直弥（アイデンティティ）、長州小力、中森あきない、西尾夕紀、ニッチロー'、花香よしあき、 羽生ゆずれない、BBゴロー、ビューティーこくぶ、松村邦洋、まねだ聖子、みかん、八木良、やしろ優 | 40分拡大（22:00 - 23:34） |

## テーマ曲
- ルートヴィッヒ・ヴァン・ベートーヴェン作曲「交響曲第9番」

## スタッフ

### レギュラー版
- 企画・編成：武田誠司
- ナレーション：柴田秀勝、今野宏美
- 構成：寺田智和、カツオ、コバヤシマナブ、安部裕之、佐藤大地、今井健太
- TM：中市友
- TD/SW：菊池謙
- CAM：伴野匡
- VE：富田祐介
- AUD：和田啓之
- 照明：中辻孝文
- PA：秋野岳夫
- マルチ：上副更記
- 美術プロデューサー：小林大輔
- 美術デザイン：永井達也
- 美術進行：村瀬大
- 大道具：裏隠居徹
- 大道具操作：杉本孝宏
- 装飾：田村一徳
- 電飾：桑島亮太
- アクリル装飾：堀内重彰
- メイク：山田かつら
- CG：細沼里奈
- 編集：三浦淳
- MA：松岡洋一
- 音効：上口昭雄、沢井隆志（沢井→2017年11月22日 - ）
- オフライン：田中寛人
- リサーチ：高木美嘉、土屋賢人、下川悟
- 技術協力：共同テレビジョン、OmnIBUS JAPAN、ぴーたん、グレートインターナショナル、東京オフラインセンター
- 美術協力：フジアール
- 制作協力：NONPRO.、ROFL
- 広報：高橋慶哉
- TK：春日千佳子
- 演出補：井手俊輔、馬庭広明、菊地航平、丸尾直人（週替り）
- 制作進行：相馬令子
- アシスタントプロデューサー：中嶋日登美
- キャスティング：飯塚優子、井上茶助（飯塚・井上→共に2017年10月18日 - ）、坪井理沙(紗)、梶山智未
- ディレクター：佐藤真吾、永井雄一、津宏典、吉澤直樹、佐々木堅人、田村育、双津大地郎、深坂崇夫、藤川悠、山口貴由、木村英貴、橋本伸行、新井孝輔、佐伯直哉、斉藤裕二、生駒真也、桑原愛希（桑原→以前は演出補）
- 演出：鳥越一夫、今村光宏、小田清仁、武田聡志、武田治、大谷真也（大谷→以前はディレクター）
- プロデューサー：住田雄一、嶋田哲治、小室良太、倉田敬之、渡邊奈津子、黒木明紀、小原靖広
- 総合演出：宮森英生
- 制作：FAT TRUNK
- 制作著作：フジテレビ

### パイロット版
- 編成企画：武田誠司
- ナレーション：今野宏美
- 構成：寺田智和、コバヤシマナブ、カツオ
- TP：中市友
- TD：菊池謙
- CAM：伴野匡
- VE：藤尾美之
- AUD：伊藤裕樹
- 照明：石川陽一
- 美術プロデューサー：内藤佳奈子
- 美術デザイン：永井達也
- 美術進行：村瀬大
- 大道具：杉本孝宏
- 装飾：岡田寿也
- アクリル装飾：堀内重彰
- 電飾：平野正英
- 植木装飾：広田明
- メイク：濁川奈津実
- CG：細沼里奈
- 編集：高橋勇志、木戸利彦
- MA：松岡洋一
- 音効：上口昭雄
- リサーチ：高木美嘉
- TK：後藤有紀
- 技術協力：共同テレビ、千代田ビデオ、オムニバス・ジャパン
- 美術協力：フジアール
- AD：井手俊輔
- AP：工藤明日香
- ディレクター：山本健太郎、木村英貴、村中良輔
- プロデューサー：住田雄一
- 総合演出：宮森英生
- 制作：フジテレビ
- 製作著作：FAT TRUNK

### 過去のスタッフ
レギュラー版
- ナレーション：山崎岳彦、寺瀬今日子
- SW：鈴木憲弘
- 編集：本田修二
- 音効：田中健（田中→2017年8月9日 - 11月）
- TK：後藤有紀
- アシスタントプロデューサー：出井由紀（出井→2017年8月9日 - ）
- キャスティング：大内登、竹谷和樹（竹谷→2017年10月18日 - ）、伊藤実枝子（伊藤→2017年6月7日 - ）
- プロデューサー：中塚大悟、馬場哉

## ネット局
| 放送対象地域   | 放送局                    | 系列                                         | 放送時間           | 備考       |
| -------------- | ------------------------- | -------------------------------------------- | ------------------ | ---------- |
| 関東広域圏     | フジテレビ（CX）          | フジテレビ系列                               | 水曜 22:00 - 22:54 | 制作局     |
| 北海道         | 北海道文化放送（uhb）     | フジテレビ系列                               | 水曜 22:00 - 22:54 | 同時ネット |
| 岩手県         | 岩手めんこいテレビ（mit） | フジテレビ系列                               | 水曜 22:00 - 22:54 | 同時ネット |
| 宮城県         | 仙台放送（OX）            | フジテレビ系列                               | 水曜 22:00 - 22:54 | 同時ネット |
| 秋田県         | 秋田テレビ（AKT）         | フジテレビ系列                               | 水曜 22:00 - 22:54 | 同時ネット |
| 山形県         | さくらんぼテレビ（SAY）   | フジテレビ系列                               | 水曜 22:00 - 22:54 | 同時ネット |
| 福島県         | 福島テレビ（FTV）         | フジテレビ系列                               | 水曜 22:00 - 22:54 | 同時ネット |
| 新潟県         | 新潟総合テレビ（NST）     | フジテレビ系列                               | 水曜 22:00 - 22:54 | 同時ネット |
| 長野県         | 長野放送（NBS）           | フジテレビ系列                               | 水曜 22:00 - 22:54 | 同時ネット |
| 静岡県         | テレビ静岡（SUT）         | フジテレビ系列                               | 水曜 22:00 - 22:54 | 同時ネット |
| 富山県         | 富山テレビ（BBT）         | フジテレビ系列                               | 水曜 22:00 - 22:54 | 同時ネット |
| 石川県         | 石川テレビ（ITC）         | フジテレビ系列                               | 水曜 22:00 - 22:54 | 同時ネット |
| 福井県         | 福井テレビ（FTB）         | フジテレビ系列                               | 水曜 22:00 - 22:54 | 同時ネット |
| 中京広域圏     | 東海テレビ（THK）         | フジテレビ系列                               | 水曜 22:00 - 22:54 | 同時ネット |
| 近畿広域圏     | 関西テレビ（KTV）         | フジテレビ系列                               | 水曜 22:00 - 22:54 | 同時ネット |
| 島根県・鳥取県 | 山陰中央テレビ（TSK）     | フジテレビ系列                               | 水曜 22:00 - 22:54 | 同時ネット |
| 岡山県・香川県 | 岡山放送（OHK）           | フジテレビ系列                               | 水曜 22:00 - 22:54 | 同時ネット |
| 広島県         | テレビ新広島（tss）       | フジテレビ系列                               | 水曜 22:00 - 22:54 | 同時ネット |
| 愛媛県         | テレビ愛媛（EBC）         | フジテレビ系列                               | 水曜 22:00 - 22:54 | 同時ネット |
| 高知県         | 高知さんさんテレビ（KSS） | フジテレビ系列                               | 水曜 22:00 - 22:54 | 同時ネット |
| 福岡県         | テレビ西日本（TNC）       | フジテレビ系列                               | 水曜 22:00 - 22:54 | 同時ネット |
| 佐賀県         | サガテレビ（sts）         | フジテレビ系列                               | 水曜 22:00 - 22:54 | 同時ネット |
| 長崎県         | テレビ長崎（KTN）         | フジテレビ系列                               | 水曜 22:00 - 22:54 | 同時ネット |
| 熊本県         | テレビ熊本（TKU）         | フジテレビ系列                               | 水曜 22:00 - 22:54 | 同時ネット |
| 宮崎県         | テレビ宮崎（UMK）         | フジテレビ系列 日本テレビ系列 テレビ朝日系列 | 水曜 22:00 - 22:54 | 同時ネット |
| 鹿児島県       | 鹿児島テレビ（KTS）       | フジテレビ系列                               | 水曜 22:00 - 22:54 | 同時ネット |
| 沖縄県         | 沖縄テレビ（OTV）         | フジテレビ系列                               | 水曜 22:00 - 22:54 | 同時ネット |